# Osinów Dolny
Osinów Dolny (niem. Niederwutzen) – wieś w Polsce położona w województwie zachodniopomorskim, w powiecie gryfińskim, w gminie Cedynia, nad Odrą na 663 kilometrze jej biegu. Na przeciwnym brzegu Odry leży miejscowość Hohenwutzen.
W latach 1975–1998 miejscowość administracyjnie należała do województwa szczecińskiego.
Najdalej na zachód wysunięty punkt Polski i przejście graniczne do Niemiec. Wieś liczy około 180 mieszkańców. Znana między innymi z targowiska dla Niemców i z największej w Polsce liczby zakładów fryzjerskich w przeliczeniu na głowy mieszkańców – jeden zakład przypada na około 6 osób zameldowanych w miejscowości (stan na 2009). Głównymi ich klientami są obywatele Niemiec. Wieś składa się z dwóch części, starej owalnicy z kościołem z XIII w., przebudowanym w 1838 w stylu neoromańskim, nowa część jest położona bezpośrednio nad Odrą.
Trzy kilometry na północ od miejscowości znajduje się ujście kanału Odra-Hawela.

## Historia
Stara osada na szlaku Magdeburg-Chojna, istniała tu strażnica przy przejściu przez Odrę. Tu miało miejsce pierwsze starcie między Niemcami a wojami Mieszka pierwszego przed bitwą pod Cedynią w 972. W Osinowie Dolnym istniała fabryka celulozy z ceglanym kominem o wysokości 128 m. Została uruchomiona przez Niemców w roku 1938, a w 1945 zniszczona.
W 1945 roku pod Osinowem Dolnym doszło do bitwy oddziałów Armii Czerwonej i ludowego Wojska Polskiego przeciw armii niemieckiej. W wyniku dwudniowych walk niemiecki przyczółek na Odrze został zlikwidowany. W bitwie brali udział żołnierze 129 Korpusu Piechoty Armii Czerwonej i polscy artylerzyści.
We wsi był przystanek kolejowy Osinów Dolny.